# DH Cephei
DH Cephei är en dubbelstjärna i den södra delen av stjärnbilden Cepheus två grader öster om Delta Cephei. Den har en skenbar magnitud av ca 8,61 och kräver åtminstone ett mindre teleskop för att kunna observeras. Baserat på parallax enligt Gaia Data Release 3 på ca 0,34 mas, beräknas den befinna sig på ett avstånd på ca 9 600 ljusår (ca 2 900 parsek) från solen. Den rör sig närmare solen med en heliocentrisk radialhastighet på ca -33 km/s.

## Egenskaper
Primärstjärnan DH Cephei A är en blå till vit stjärna i huvudserien av spektralklass O5.5 V. Den har en massa som är ca 25 solmassor, en radie som är ca 8,3 solradier och har ca 234 000 gånger solens utstrålning av energi från dess fotosfär vid en effektiv temperatur av ca 44 000 K.
DH Cephei är en dubbelsidig spektroskopisk dubbelstjärna som består av två nästan identiska, massiva stjärnor i huvudserien av spektraltyp O. Följeslagaren, DH Cephei B, har en massa som är ca 17 solmassor, en radie som är ca 7,8 solradier och har ca 186 000 gånger solens utstrålning av energi från dess fotosfär vid en effektiv temperatur av ca 43 000 K.
Evolutionära spår placerar stjärnorna nära nollåldersserien, med en ålder på mindre än två miljoner år. Den är en fristående dubbelstjärna med en snäv omloppsbana med en period av 2,11 dygn, och omloppsbanan antas vara cirkulär. Omloppsplanet beräknas luta med en vinkel på 47 ± 1° till siktlinjen från jorden, vilket ger massuppskattningar på 38 och 34 gånger solens massa. Även  om den ursprungligen misstänktes vara en förmörkande dubbelstjärna och fick en stjärnbeteckning som variabel, verkar den inte vara förmörkande. Istället visar systemet ellipsoidala ljusvariationer som orsakas av tidvattenförvrängningar.

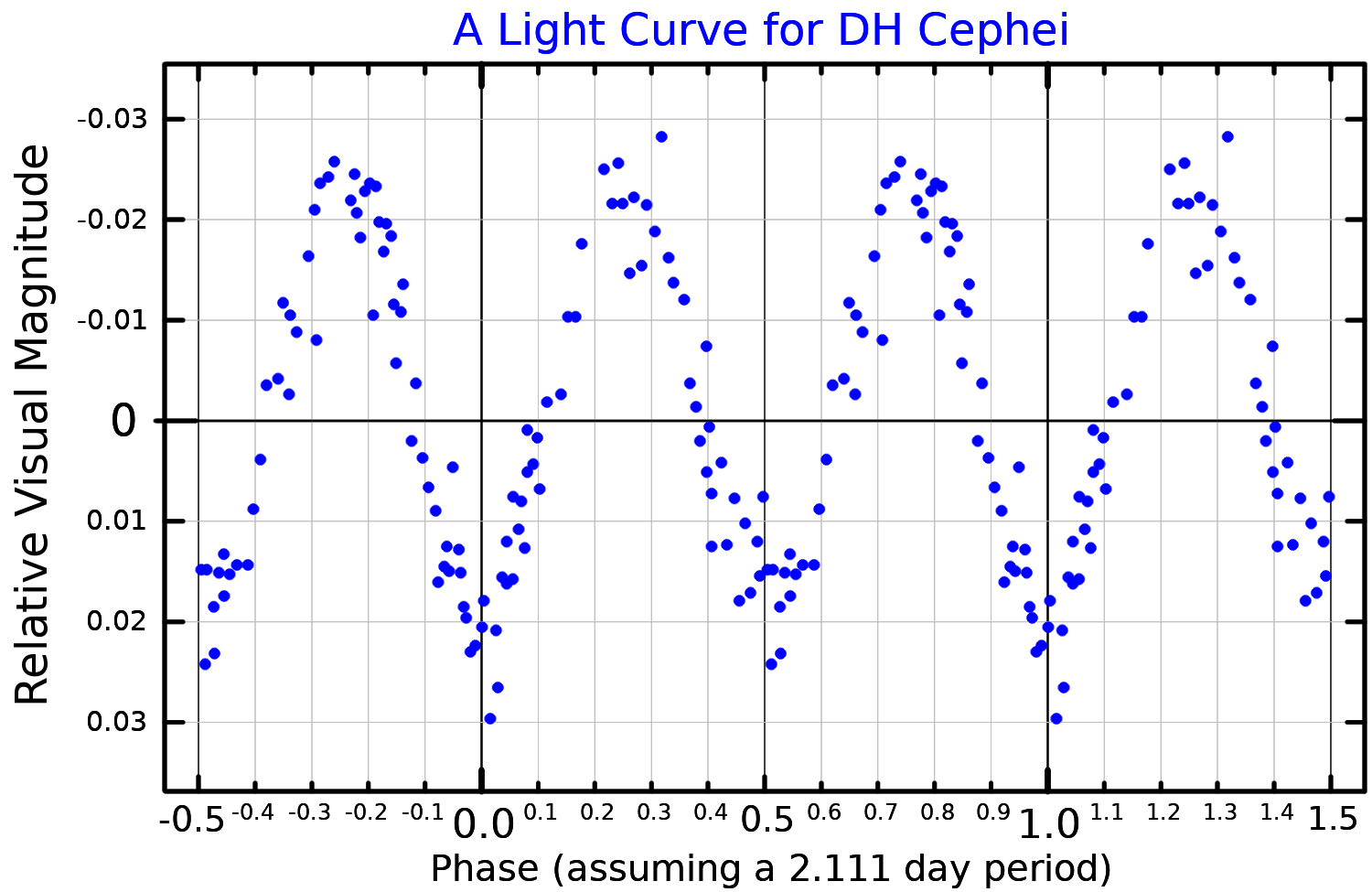
Ljuskurva i visuella bandet för DH Cephei, upptagen från Lines et al. (1986)

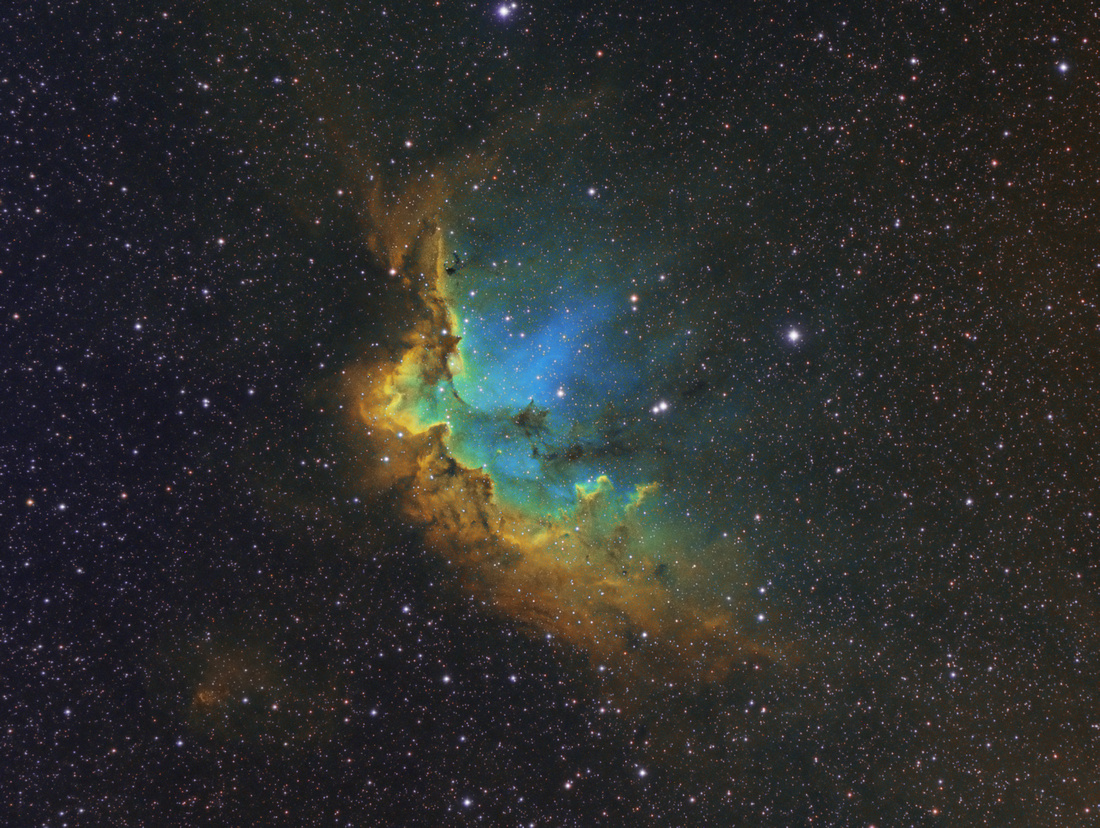
DH Cephei i centrum på denna bild av NGC 7380.

DH Cephei ligger i mitten av den unga öppna stjärnhopen NGC 7380 och är den primära joniserande källan för den omgivande H II-regionen betecknad S142. Paret är en källa till röntgenstrålning, vilket kan vara resultatet av kolliderande stjärnvindar. Deras uppmätta röntgenluminositet är 3,2×1031 erg/s. Stjärnornas placering och sällsynta klass gör dem till ett viktigt objekt för astronomiska studier.